# Municipio de Cooper (condado de Montour)
El municipio de Cooper  (en inglés: Cooper Township) es un municipio ubicado en el condado de Montour en el estado estadounidense de Pensilvania. En el año 2000 tenía una población de 966 habitantes y una densidad poblacional de 54.0 personas por km².

## Geografía
El municipio de Cooper se encuentra ubicado en las coordenadas 40°58′00″N 76°33′59″O / 40.96667, -76.56639.

## Demografía
Según la Oficina del Censo en 2000 los ingresos medios por hogar en la localidad eran de $34,712 y los ingresos medios por familia eran $40,938. Los hombres tenían unos ingresos medios de $30,000 frente a los $21,360 para las mujeres. La renta per cápita para la localidad era de $18,813. Alrededor del 10,1% de la población estaban por debajo del umbral de pobreza.